# Alchemilla heptakteis
Alchemilla heptakteis é uma espécie de rosácea do gênero Alchemilla, pertencente à família Rosaceae.